# Ilonse

Ilonse este o comună în departamentul Alpes-Maritimes din sud-estul Franței. În 2009 avea o populație de 132 de locuitori.